# ملو (شهر اتریش)
ملو (به آلمانی: Mellau) یک منطقهٔ مسکونی در اتریش است که در ناحیه برگنتس واقع شده‌است. ملو ۴۰٫۵۵ کیلومتر مربع مساحت دارد ۶۸۸ متر بالاتر از سطح دریا واقع شده‌است.